# Nemanja Milošević
Pour les articles homonymes, voir Milošević.
Nemanja Milošević (en serbe : Немања Милошевић), né le 4 juillet 1987, à Bar, en République socialiste du Monténégro, est un joueur monténégrin de basket-ball. Il évolue au poste d'ailier fort.

## Palmarès
- Champion du Monténégro 2011, 2012
- Coupe du Monténégro 2011, 2012
- Coupe de Roumanie 2014